# Torre Amsterdam
La Torre Ámsterdam es un rascacielos ubicado en Avenida Santa Fe #482, Colonia Cruz Manca, en Santa Fe, alcaldía Cuajimalpa en la Ciudad de México, tendrá 12 elevadores (ascensores) de alta velocidad que se mueven a 6.6 metros por segundo, superó en diciembre de 2007 a la Torre Panorama Santa Fe y al Edificio H2O Condominios que eran el segundo y tercero más altos de Santa Fe y se convirtió en agosto de 2008 en el tercero más alto de Santa Fe, después de la Torre Paragon Santa Fe y la Torre Santa Fe Pads.
No se debe confundir con la Torre Ámsterdam de 19 pisos ubicado en Avenida de los Insurgentes 301-303 en la zona de la Condesa en la misma Ciudad de México del arquitecto Javier Sánchez.

## La forma
- Su altura es de 144 metros y tendrá 37 pisos.

- Su uso es exclusivamente residencial.

- El área total del rascacielos es de 28,500 m².

- La altura de piso a techo es de 3.83 m.

## Detalles importantes
- Cabe destacar de su construcción, que es parte del denominado proyecto City Santa Fe Etapa I junto con City Santa Fe Torre Barcelona y City Santa Fe Torre Milán.

- Cuenta con 95 departamentos.

- Cuenta con 5 niveles subterráneos de aparcamiento.

- Los materiales que se usaron en la construcción de este rascacielos es: aluminio, concreto armado y vidrio.

- El edificio está equipado con las más altas normas de seguridad sísmica, cuenta con 20 amortiguadores sísmicos y con 35 pilotes de acero y concreto que penetran a una profundidad de 40 metros, puede soportar un terremoto de 8.5 en la escala de Richter, hasta el momento la estructura ha soportado un sismo de 6.6 en la escala de Richter sucedido el 13 de abril del 2007 y un sismo de 8.1 en la escala Richter sucedido el 7 de septiembre del 2017.

- La torre es el quinto rascacielos más alto de Santa Fe, tan solo después de las Torres City Santa Fe, Torre Arena, Torre Paragon Santa Fe.

- Los arquitectos de este rascacielos son muy conocidos por sus grandes diseños en Ciudad de México y son: Francisco Serrano, Susana García y Juan Pablo Serrano.

- Está considerado como un edificio inteligente, debido a que el sistema de luz es controlado por un sistema llamado B3, al igual que el de Torre Mayor, Torre Ejecutiva Pemex, World Trade Center México, Torre Altus, Arcos Bosques, Arcos Bosques Corporativo, Torre Latinoamericana, Edificio Reforma 222 Torre 1, Haus Santa Fe, Edificio Reforma Avantel, Residencial del Bosque 1, Residencial del Bosque 2, Torre del Caballito, Torre HSBC, Panorama Santa fe, Reforma 222 Centro Financiero, Santa Fe Pads, St. Regis Hotel & Residences, Torre Lomas.

## Datos clave
- Altura- 144 metros.
- Área Total- 28,000 m²
- Pisos- 5 niveles subterráneos de estacionamiento y 37 pisos.
- Condición: 	Terminado.
- Rango: 	
  - En México: 14.º lugar, 2011: 28.º lugar
  - En Ciudad de México: 13.er lugar, 2011: 21.er lugar
  - En Santa Fe: 3.er lugar, 2011: 6.º lugar